# Technische Universiteit Dresden
De Technische Universiteit Dresden (TUD) (Duits: Technische Universität Dresden) is een technische universiteit in de Duitse deelstaat Saksen. TU Dresden is met circa 37.000 studenten en 8.000 personeelsleden waaronder 500 professoren de grootste universiteit van Saksen. De universiteit heeft drie campussen in Dresden en meerdere kleine campussen in de stadsomgeving.
Als Technische Universität Dresden bestaat de universiteit sinds 1961, daarvoor en sinds 1828 was de Technische Bildungsanstalt zu Dresden een technische hogeschool, de oudste van dit type in Duitsland. De instelling ging onder meerdere namen door het leven, sinds 1851 als Königlich Sächsische Polytechnische Schule, sinds 1871 als Königlich-Sächsisches Polytechnikum, sinds 1890 als Königlich Sächsische Technische Hochschule.
De universiteit is opgenomen in de samenwerkingsverbanden TU9, TIME en CESAER.
De universiteit bezit een separate medische faculteit, genaamd Medizinische Akademie Carl Gustav Carus, en enige academische ziekenhuizen. 
Aalborg ·
Aken ·
Barcelona ·
Belgrado · 
Berlijn · 
Boedapest · 
Boekarest · 
Braunschweig · 
Brno ·
Darmstadt ·
Delft ·
Dresden ·
Dublin ·
Enschede · 
Gdańsk · 
Gent ·
Glasgow · 
Göteborg ·
Graz ·
Grenoble ·
Guildford · 
Haifa ·
Hannover ·
Helsinki ·
Istanboel ·
Karlsruhe ·
Kaunas ·
Lausanne ·
Leuven ·
Lissabon ·
Lissabon NOVA ·
Louvain-la-Neuve ·
Lund · 
Lyon ·
Madrid ·
Milaan ·
Parijs-Saclay ·
Parijs ParisTech ·
Porto ·
Poznań ·
Praag ·
Riga ·
Sheffield · 
Stockholm ·
Stuttgart ·
Tallinn ·
Tomsk ·
Trondheim ·
Turijn ·
Valencia ·
Warschau ·
Wenen ·
Zürich
 België: 
Faculté polytechnique de Mons · 
Université catholique de Louvain · 
Université libre de Bruxelles · 
Université de Liège · 
Vrije Universiteit Brussel · 
 Denemarken: 
Danmarks Tekniske Universitet · 
 Brazilië: 
Universiteit van São Paulo · Escola Politécnica da Universidade de São Paulo · 
 Duitsland: 
Rheinisch-Westfälische Technische Hochschule · 
Technische Universiteit Berlijn · 
Technische Universität Darmstadt · 
Technische Universität Dresden · 
Leibniz Universität Hannover · 
Technische Universität München · 
Friedrich-Alexander-Universität Erlangen-Nürnberg · 
Universiteit van Stuttgart · 
 Finland:
Teknillinen Korkeakoulu ·
 Frankrijk:
École Centrale de Lille · 
École centrale de Lyon ·
École centrale de Marseille ·
École centrale de Nantes ·
École centrale Paris ·
École nationale des ponts et chaussées ·
École nationale supérieure de techniques avancées · 
Institut supérieur de l'aéronautique et de l'espace · 
École Supérieure d'Électricité · 
 Griekenland:
Aristoteles-universiteit van Thessaloniki · 
Ethniko Metsovio Polytechnio Athina ·
 Hongarije:
Budapest University of Technology and Economics · 
 Italië:
Politecnico di Milano ·
Politecnico di Torino · 
Universiteit van Padua ·
Università degli Studi di Trento ·
 Noorwegen:
Technisch-natuurwetenschappelijke Universiteit van Noorwegen ·
 Oostenrijk:
Technische Universiteit Wenen ·
 Polen:
Wroclaw University of Technology ·
 Portugal ·
Instituto Superior Técnico · 
 Rusland:
Technische Staatsuniversiteit van Moskou ·
Moscow State Technical University of Radio Engineering · 
Tomsk Polytechnic University ·
 Spanje:
Universidad Politécnica de Madrid · 
Universitat Politècnica de València · 
Universidad Pontificia Comillas · 
Universidad de Sevilla · 
Universitat Politècnica de Catalunya · 
 Tsjechië:
Tsjechische Technische Universiteit · 
 Turkije:
Technische Universiteit Istanboel · 
 Verenigd Koninkrijk:
Queen's Universiteit van Belfast · 
 Zweden:
Technische Universiteit Chalmers · 
Kungl. Tekniska Högskolan ·
Lunds Tekniska Högskola · 
 Zwitserland:
Eidgenössische Technische Hochschule Zürich · 
Technische Universiteit van Lausanne
Aken · Augsburg · Bamberg: Otto-Friedrich · Bayreuth · Berlijn (Vrije Universiteit · Humboldt · Technische Universiteit · Kunsten) · Bielefeld · Bochum · Bonn · Braunschweig · Bremen (Universiteit Bremen · Jacobs University) · Chemnitz · Clausthal · Cottbus-Brandenburg · Darmstadt · Dortmund · Dresden · Duisburg-Essen · Düsseldorf: Heinrich Heine · Eichstätt-Ingolstadt · Erfurt · Erlangen-Neurenberg: Friedrich-Alexander · Frankfurt am Main · Frankfurt an der Oder: Europa · Freiberg · Freiburg · Gießen · Göttingen: Georg August · Greifswald: Ernst Moritz Arndt · Hagen · Halle-Wittenberg: Martin Luther · Heidelberg: Ruprecht Karls · Hamburg (Hamburg · HafenCity · Hamburg-Harburg · Helmut Schmidt) · Hannover (Hannover · Medische Hogeschool) · Hildesheim · Hohenheim · Ilmenau · Jena: Friedrich Schiller · Kaiserslautern · Karlsruhe · Kassel · Keulen · Duitse Sporthogeschool Keulen · Kiel: Christian Albrechts · Koblenz-Landau · Konstanz · Leipzig · Lübeck · Lüneburg: Leuphana · Magdeburg: Otto von Guericke · Mainz: Johannes Gutenberg · Mannheim · Marburg: Philipps · München (Ludwig Maximilians · Technische Universiteit · Oekraïense Vrije Universiteit · Universiteit van het Bondsleger) · Münster · Oldenburg: Carl von Ossietzky · Osnabrück · Paderborn · Passau · Potsdam · Regensburg · Reutlingen · Rostock · Saarbrücken · Siegen · Stuttgart · Trier · Tübingen: Eberhard-Karls · Ulm · Vechta · Weimar: Bauhaus · Witten: Herdecke · Wuppertal · Würzburg: Julius Maximilians